# Filip Müller
Filip Müller (Sereď, 3 gennaio 1922 – Mannheim, 9 novembre 2013) è stato uno scrittore slovacco di origini ebraiche, membro del sonderkommando nel campo di concentramento di Auschwitz.

## Biografia

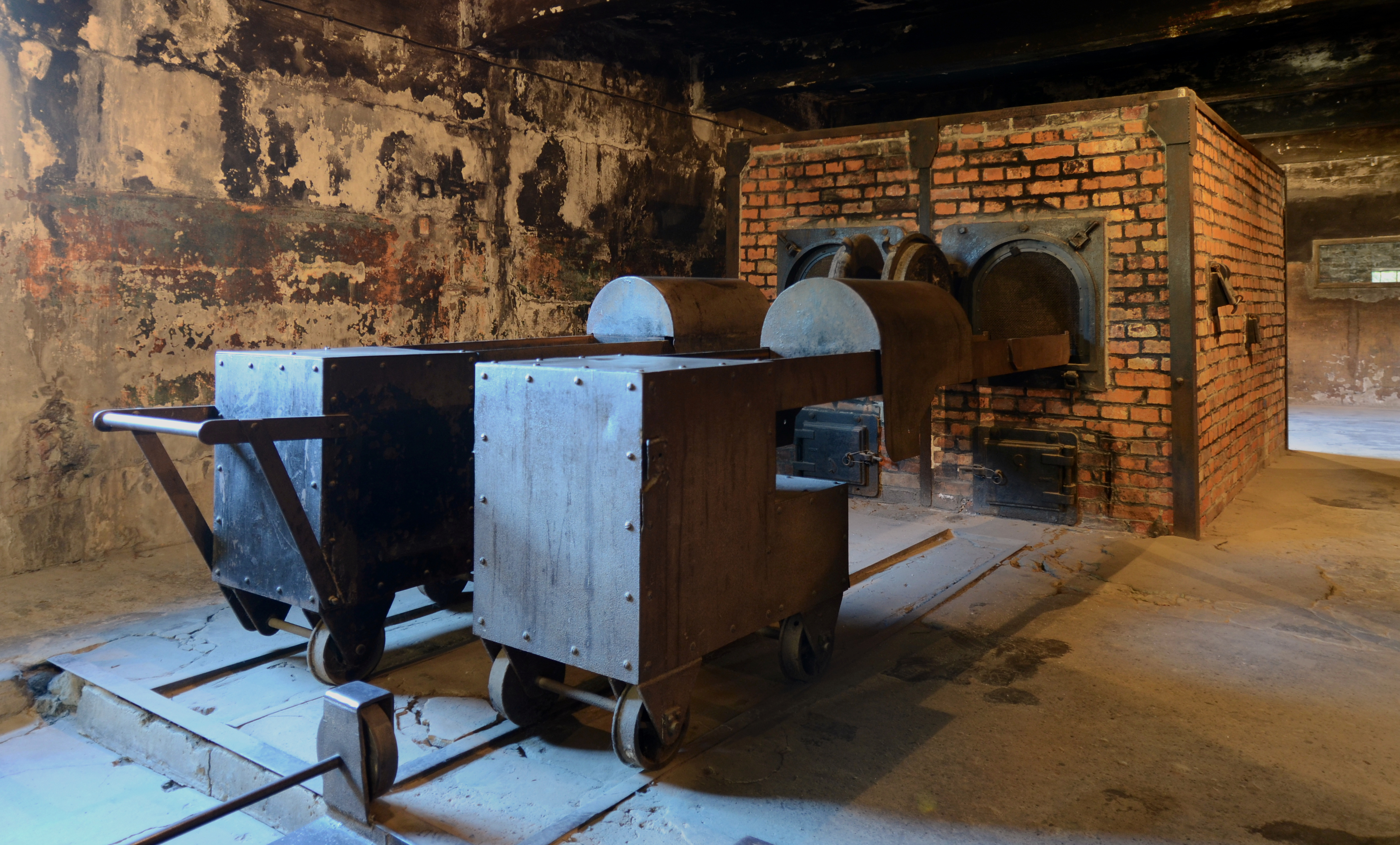
Forni crematori ad Auschwitz-Birkenau.

Müller nacque a Sereď. Nell'aprile del 1942, all'età di vent'anni, fu deportato ad Auschwitz, ove gli fu dato il numero 29236 e fu assegnato alla costruzione dei forni crematori, all'installazione delle camere a gas e alla cremazione dei cadaveri.
Dopo che gli ebrei erano stati uccisi, il suo ruolo era quello di entrare nelle camere a gas con altri deportati, raccogliere e ordinare i corpi per dimensioni e contenuto di grasso e di "alimentarne" i forni crematori. I vestiti delle vittime venivano raccolti e disinfettati e tutti gli oggetti di valore trovati in essi venivano presi dai funzionari delle SS o usati dai prigionieri come oggetti di scambio per cibo o altri rifornimenti.

Dopo aver compreso ciò che stava facendo alle migliaia di ebrei ogni giorno per quasi tre anni, Müller raccontò di aver tentato di suicidarsi, tentando di entrare lui stesso nella camera a gas. Nel suo libro, Eyewitness Auschwitz - Three Years in the Gas Chambers, ha raccontato di aver visto un gruppo di connazionali cantare l'Hatikvah e l'inno nazionale ceco prima di entrare nella camera a gas, unendosi al gruppo, ma dopo pochi minuti una ragazza si avvicinò e gli parlò. Secondo Muller, la ragazza gli disse: 
(Filip Müller, Eyewitness Auschwitz - Three Years in the Gas Chambers, 1979, p. 113)
Müller arrivò a credere che doveva rimanere in vita in modo che lui e gli altri sopravvissuti potessero raccontare la verità di quello che stava effettivamente accadendo lì, e, in seguito, entrò nel sonderkommando fino al gennaio 1945, quando evacuò da Auschwitz, e fu liberato nel maggio 1945 a Gunskirchen, un sotto-campo del campo di concentramento di Mauthausen. Secondo Raul Hilberg ne La distruzione degli Ebrei d'Europa, le operazioni di gassazione cessarono ad Auschwitz nel novembre 1944, per ordine di Heinrich Himmler.
In seguito, Müller testimoniò durante il Secondo processo di Auschwitz a Francoforte sul Meno nel 1964, affermando che nell'estate del 1942 fu trasferito a Monowitz, trascorrendo così solo circa sei settimane nel crematorio 1, non circa 14 mesi come avrebbe affermato più avanti nel suo libro. Per il resto della sua prigionia ad Auschwitz, Müller lavorò principalmente a Birkenau, dove si trovavano i principali crematori. Fu intervistato nel documentario Shoah di Claude Lanzmann. Müller si spense il 9 novembre 2013, all'età di 91 anni.